# Elementos cenográficos
Podemos definir a cenografia de uma maneira mais resumida; Cenografia é uma ciência que estuda o palco.
Os principais elementos da Cenografia são:
```
- Bastidores 
- Camarim
- Teia
- Luz
- Cenário
- Fundo do palco
- Divisão do palco ou estrutura.
       ( Timóteo Nchussa. 20 de Set.2016)
```

Elementos básicos utilizados para a construçäo e montagem de um cenário para televisäo.
Elementos estruturais:
- Coluna
- Tapadeira
- Verga
- Particável

Elementos complementares:
- Väo de porta
- Väo de Janelas
- Estantes e armários
- Painel
- Painel Fotográfico
- Recorte
- Bastidor
- Bambolina
- Trainel

Elementos decorativos
- contra-regra